# 比亚索诺
比亚索诺（義大利語：Biassono），是意大利蒙萨和布里安萨省的一个市镇。总面积4.87平方公里，人口11776人，人口密度2418.1人/平方公里（2009年）。ISTAT代码为015023。

## 友好城市
- 瑞士米努肖 2010年